# Новодубовка
Новоду́бовка (рос. Новодубовка) — село у складі Бузулуцького району Оренбурзької області, Росія.

## Населення
Населення — 121 особа (2010; 159 у 2002).
Національний склад (станом на 2002 рік):
- росіяни — 94 %